# Campionati europei di karate 1984
La 19ª edizione del campionato europeo di karate si è disputata a Parigi nel 1984. Hanno preso parte alla competizione 268 karateka provenienti da 17 paesi.

## Campioni d'Europa

### Kata
| Categoria             | Vincitore      |
| Individuale maschile  | Dario Marchini |
| Individuale femminile | Rayes          |
| Squadre maschili      | Italia         |
| Squadre femminili     | Spagna         |

### Kumite
| Categoria              | Vincitore         |
| Fino a 60 kg maschile  | D'Agostino        |
| Fino a 65 kg maschile  | Timonen           |
| Fino a 70 kg maschile  | Rodriguez         |
| Fino a 75 kg maschile  | Le Euwin          |
| Fino ad 80 kg maschile | Claude Pettinella |
| Oltre 80 kg maschile   | Vic Charles       |
| Open maschile          | Patrice Ruggiero  |
| Fino a 53 kg femminile | Sophie Berger     |
| Fino a 60 kg femminile | Morris            |
| Oltre 60 kg femminile  | Guus van Mourik   |
| Squadre maschili       | Scozia            |
| Squadre femminili      | Italia            |